# Cantone di Saint-Germain-du-Bois
Il Cantone di Saint-Germain-du-Bois era una divisione amministrativa dell'arrondissement di Louhans.
È stato soppresso a seguito della riforma complessiva dei cantoni del 2014, che è entrata in vigore con le elezioni dipartimentali del 2015.
Comprendeva i comuni di:
- Bosjean
- Bouhans
- Devrouze
- Diconne
- Frangy-en-Bresse
- Mervans
- Le Planois
- Saint-Germain-du-Bois
- Sens-sur-Seille
- Serley
- Serrigny-en-Bresse
- Le Tartre
- Thurey